# Saline Reali di Arc-et-Senans
Le Saline Reali (in francese: Saline royale) di Arc-et-Senans sono una costruzione architettonica del periodo illuminista, progettata per razionalizzare un edificio ed il processo produttivo ad esso connesso secondo le istanze della neonata comunità industriale. Esse si trovano nella foresta di La Chaux, presso Besançon, in Francia.

## Storia
Nel 1771 Claude-Nicolas Ledoux, sotto il regno di Luigi XVI, viene nominato sovraintendente delle Saline Reali per le quali l'architetto immagina un complesso inizialmente quadrato, poi dopo un sopralluogo lo riprogetta circolare, che trova il suo archetipo classico nell'idea vitruviana del teatro romano, in cui agli ambienti adibiti alla lavorazione del sale fossero connessi in un'unica struttura alle abitazioni dei lavoratori. Il complesso doveva essere il nucleo centrale di una vera e propria nuova città che non fu mai realizzata a causa dell'imminente scoppio della Rivoluzione francese, come il resto dell'altra metà della circonferenza.
La costruzione riflette la divisione gerarchica del lavoro nella nuova comunità industriale.
La sua grandiosità mostra la straordinaria importanza del monopolio del sale allora detenuto dal Regno. La gabella imposta a tutti i cittadini di età superiore agli 8 anni per l'acquisto di una certa quantità di sale era una tassa molto impopolare all'epoca e viene ritenuta una delle ragioni per lo scoppio della Rivoluzione francese.
Dichiarate monumento storico di Francia con due decreti, il primo del 1926 e il secondo del 1940, nel 1982 le Saline Reali di Arc-et-Senans sono state inserite nell'elenco dei Patrimoni dell'umanità dell'UNESCO, e nel 2009 al patrimonio sono state aggiunte le saline di Salins-les-Bains.

## La struttura
All'interno del perimetro semicircolare il complesso è organizzato secondo due assialità principali: quella fra l'ingresso e la casa del direttore e quella segnata dai complessi di lavorazione del sale.
L'ingresso è individuato da un grande porticato con un ordine dorico completo di trabeazione ed affiancato da volumi semplici. L'entrata è scavata su una muratura bugnata ed inquadrata in una grande nicchia rivestita di pietra che richiama l'archetipo primordiale della caverna, mentre una serie di decorazioni che richiamano il sale denunciano immediatamente l'uso dell'edificio.
Al centro della struttura è la casa del direttore, in asse con l'entrata ed affiancata dai padiglioni di lavorazione del sale, caratterizzata in facciata da colonne, costituite da rocchi ed elementi a forma di parallelepipedo, che reggono il timpano classicheggiante.